# Kráľovský Chlmec
Kráľovský Chlmec (in ungherese Királyhelmec) è una città della Slovacchia facente parte del distretto di Trebišov, nella regione di Košice.